# بهجت الجبوري
بهجت الجبوري ممثل عراقي من مواليد 13 آب 1948 في قضاء الشطرة، مدينة الناصرية، محافظة ذي قار. خريج معهد الفنون الجميلة ــ قسم المسرح نهاية الستينيات، عاش طفولته وشبابه المبكر في مدينة الناصرية، منطقة دور الإدارة المحلية، والده محمود الجبوري كان يعمل (مشرفا تربويا) في مديرية تربية الناصرية.

## حياته
بدأ مشواره الفني عندما كان طالباً في الثانوية، ضمن فرقة الناصرية للتمثيل، قبل أن ينتقل إلى بغداد، وكان ممن عمل معهم في مسرح الثانوية: عزيز عبد الصاحب، عبد الرزاق سكر، عبد الأمير السماوي، محسن العزاوي، حسين نعمة، فاضل خليل، حميد كاظم، عبد المطلب السنيد، حميد البناء. بعد تخرجه من الثانوية التحق بمعهد الفنون الجميلة، قسم المسرح، وتخرج منه عام 1969، ثم انتقل إلى بغداد، ليبدأ مشواره كممثل. بعد تخرجه من معهد الفنون الجميلة، عمل في النشاط الفني لتربية ذي قار، ثم انتقل إلى بغداد لينضم إلى الفرقة القومية للتمثيل، وشارك في بعض اعمالها وتألق كثيرا في مسرحية (طير السعد)، لكنه عاد مرة أخرى إلى مدينته ليشرف على النشاط الفني المدرسي. وفرقة الناصرية للتمثيل التي اخرج لها بعض الأعمال المميزة في منتصف السبعينيات. عاد مرة أخرى إلى بغداد وللفرقة القومية للتمثيل ليكون أحد اعضائها البارزين ليبدأ مشواره الفني الحقيقي من خلال المسرح والإذاعة والتلفزيون والسينما. غادر العراق بعد تعرضه لانتكاسة صحية تطلبت وجوده في الخارج للعلاج وكانت اخر محطاته في القاهرة.ثم في عام 2014 غادر القاهرة ليكون لاجئا في الولايات المتحدة الاميريكيه وهو يسكن الآن في ولاية ميشغان.

## أعماله

### أفلام
- يوم آخر [2] 1979، تأليف: صباح عطوان، صاحب حداد، إخراج:صاحب حداد، تمثيل: عواطف نعيم، طالب الفراتي، ناهدة الرماح، هاني هاني، راسم الجميلي، سامي العراقي، قائد النعماني.
- القادسية 1981 [3]، تأليف، محفوظ عبد الرحمن، علي أحمد باكثير، إخراج: صلاح أبو سيف، تمثيل:عزت العلايلي، شذى سالم، حسن الجندي، كنعان وصفي، سعاد حسني، ليلى طاهر، هالة شوكت، محمد المنصور.
- مطاوع وبهية 1982، تأليف: زهير الدجيلي، سعيد الكفراوي، إخراج:صاحب حداد، تمثيل:كرم مطاوع، سهير المرشدي، محمد حسين عبد الرحيم، حسن الجندي، إقبال نعيم، عبد الرحمن أبو زهرة.
- في ليلة سفر 1990، تأليف: أحمد قباني، إخراج: بسام الوردي، تمثيل: هند كامل، يوسف العاني، راسم الجميلي، آسيا كمال، مقداد عبد الرضا.
- زمن الحب 1991، تأليف: صباح عطوان، إخراج: كارلو هارتيون، تمثيل: خليل الرفاعي، طعمة التميمي، فاضل خليل، عواطف السلمان، محسن العلي.
- المش مهندس حسن 2008، تأليف: محمد النبوي، سامح سر الختم، إخراج: منال الصيفي، مخرج منفذ: أحمد عفيفي، تمثيل: محمد رجب، أحمد سعيد عبد الغني، رجاء الجداوي، ريم هلال، دوللي شاهين، إدوارد، حنان يوسف.
- الريس عمر حرب 2008[4]، تأليف: هاني فوزي، إخراج: خالد يوسف، مخرج مساعد: كمال منصور، تمثيل: خالد صالح، غادة عبد الرازق، عمرو مندور، ماهر سليم، هاني سلامة، سمية الخشاب، عبد الله مشرف.
- أخوة في بيت الجهراء 2011، تأليف: عبد البر محروس، إخراج: أحمد دندور، تمثيل: ماجد الكدواني، عامر منيب، فاطمة الحوسني، حسين المهدي، عبد الإمام عبد الله، شوق، فؤاد علي.

### مسلسلات
- مسلسل الحياة حلوه من وجهة نظر 1978 امراه تاليف عبد الوهاب الدايني واخراج فلاح زكي تمثيل محسن العزاوي بهجت الجبوري وسمر محمد
- أبو البلاوي 1980، تمثيل: راسم الجميلي، محمد حسين عبد الرحيم، خليل الرفاعي.
- الأماني الضالة 1989، تأليف: صباح عطوان، إخراج: حسن حسني، تمثيل: هناء محمد، هديل كامل، فوزية عارف، سعدية الزيدي، محمود أبو العباس، بدري حسون فريد، عبد الجبار كاظم، جعفر السعدي.
- ذئاب الليل جزء 1 و 2 1996[5]، تأليف: صباح عطوان، إخراج: نبيل يوسف، تمثيل: سناء عبد الرحمن، محمد حسين عبد الرحيم مقداد عبد الرضا، محمود أبو العباس، آسيا كمال، عبد الستار البصري، ريكاردوس يوسف، كريم محسن.
- خيوط من الماضي، إخراج رجاء كاظم عام 1993.
- رجال الظل
- رمال تحرق الاقدام 1997، تمثيل: إيناس طالب.
- ورشة حارتنا 1997، تمثيل: ليلى محمد، جلال كامل، عبد الستار البصري، عز الدين طابو.[6]
- عالم الست وهيبة 1998، تأليف: صباح عطوان، تمثيل: عبد الستار البصري، زهير محمد رشيد، تمارا محمود، فوزية حسن، سامي قفطان، ميس كمر، عبير فريد.
- هذا هو الحب 2001، تأليف: صباح عطوان.
- حب وحرب ج1 2003، تأليف وبطولة: قاسم الملاك تمثيل: أمل طه، نغم السلطاني، فوزية حسن، عدي عبد الستار، ميس كمر.
- 2005 مسلسل بيوت أهلنا إنتاج شبكة الاعلام العراقية إخراج فلاح زكي تمثيل بهجت الجبوري ايناس طالب زمجموعه كبيره من الفنانين
- ثلج في زمن النار 2008، تأليف: باسل الشبيب، إخراج: طلال محمود، تمثيل:آسيا كمال، سامي قفطان، كريم محسن، ذو الفقار خضر.
- السيدة 2010، تأليف: حامد المالكي، إخراج: غزوان بريجان، تمثيل: منى واصف، جواد الشكرجي، حسين عجاج، عبير شمس الدين، آلاء حسين، أياد راضي، كامل إبراهيم.
- رجال وقضية 2011، تأليف: أحمد هاتف، باسل شبيب، إخراج: سامي قفطان، مؤيد منذر النحاس، تمثيل: هند كامل فلاح هاشم، علوان، محسن العزاوي، ميس كمر.
- فرقة ناجي عطا الله 2012، تأليف يوسف معاطي، إخراج: رامي إمام، تمثيل: عادل إمام، محمد إمام، أنوشكا، أحمد صلاح السعدني، نضال الشافعي، محمد البزاوي، عمرو رمزي، سمير ربيع.[7][8]

### مسرحيات
- أم خليل 1985.[9]
- طير السعد[1]
- بيت وخمس بيبان، تمثيل: جاسم شرف، سامي محمود، سليمة خضير، سناء عبد الرحمن.[10]
- مقامات أبو سمرة تمثيل اسيا كمال، خضير أبو العباس
- مسرحية اطراف المدينة الجزء الثاني مع اسيا كمال وجاسم شرف وغسان محمد وسعدية الزيدي واخرون
- مسرحية اطراف المدينة الجزء الثالث مع محمد حسين عبد الرحيم وعواطف السلمان وسوسن شكري

## وصلات خارجية
- بهجت الجبوري على موقع قاعدة بيانات الأفلام العربية

- بهجت الجبوري - أطراف الحديث على يوتيوب